# Maiovka
Maiovka (en rus: Маёвка) és un poble (un possiólok) de l'óblast de Sverdlovsk, a Rússia, segons el cens del 2010 tenia 25 habitants.